# Blitzlichterinnerung
Eine Blitzlichterinnerung (engl. flashbulb memory) ist in der Psychologie eine detaillierte, lebhafte Erinnerung an Weltereignisse wie z. B. die Ermordung John F. Kennedys oder die Anschläge vom 11. September 2001. Es handelt sich dabei um dramatische Geschehnisse, die emotional bewegen. Die jeweilige Person erinnert sich langfristig an sehr viele Umstände, die sie mit dem Ereignis verbindet. Es liegen vor allem US-amerikanische Untersuchungsergebnisse und Theorieansätze vor. Im Deutschen ist der Begriff noch nicht allgemein etabliert.

## Erklärungsansätze
Zur Definition und Erklärung von Blitzlichterinnerungen gibt es verschiedene Ansätze.
Nach der Definition von Roger Brown und Kulik (1977) handelt es sich dabei um einen ähnlichen Vorgang wie bei der Now-Print-Theorie von Robert B. Linvingston (1967). Das Ereignis wird allerdings nicht exakt und fehlerfrei gespeichert wie bei einer Fotoaufnahme. Einzelne Details wie Frisur und Kleidung anwesender Personen werden nicht erinnert. Sie nehmen an, dass der Prozess der Erinnerungskreation zeitgleich mit dem Ereignis abläuft.
Brown und Kulik heben die Ähnlichkeit der Struktur von Blitzlichterinnerungen hervor. Sechs Elemente werden dabei am häufigsten erinnert: Der Ort, die Situation, der Übermittler der Neuigkeiten, die emotionale Reaktion anderer, die eigene emotionale Reaktion und was nach der Situation passierte. Diese Ähnlichkeit spricht für einen unbewussten neuralen Mechanismus.
Kritiker dieses Ansatzes weisen darauf hin, dass keine einheitliche Gesetzmäßigkeit besteht, wie ein Ereignis erfahren wird, und sprechen daher von „Schemata“ für das Aufnehmen und Erinnern von Situationen.
Ulrich Neisser (2003) hält Blitzlichterinnerungen dagegen für das Produkt einer Rekonstruktion. Durch die mit dem Ereignis verbundenen starken Emotionen wird die Erinnerung immer wieder aus dem Gedächtnis hervorgeholt und durch die ständige Wiederholung aufrechterhalten. Verfälschungen sind dabei nicht ausgeschlossen. Brown und Kulik halten dagegen die Wiederholung der Erinnerungen für das Produkt der Blitzlichterinnerung.
Außerdem wird das Phänomen teilweise aus der Evolutionsgeschichte abgeleitet. Demnach werden spezielle neuronale Mechanismen bei solchen Ereignissen aktiviert, die für die dauerhafte Einprägung in das Gedächtnis sorgen und zum Schutz vor Gefahren dienen.

## Zur Forschung über Blitzlichterinnerungen
Schon Ende des 19. Jahrhunderts gab es erste Forschungen zur Art der Erinnerung an Abraham Lincolns Tod. Seitdem wurden mehrere empirische Untersuchungen mit unterschiedlichen Methoden zu dem Phänomen durchgeführt.
In einer Studie von Talarico und Rubin im Jahr 2003 wurden Probanden zu ihrer Erinnerungen an die Anschläge des 11. September befragt. Es sollte die Frage geklärt werden, ob Blitzlichterinnerungen konsistenter als alltägliche Erinnerungen sind und ob Menschen solchen Erinnerungen mehr vertrauen, als anderen. Ihren Ergebnissen zufolge sind Blitzlichterinnerungen kohärenter als alltägliche Erinnerungen, ihre Konsistenz sinkt mit der Zeit. Erinnerungsmerkmale wie Sicherheit und Lebhaftigkeit sind stärker ausgeprägt.

## Belletristik
Der Autor Arno Schmidt hat als Prosaform den genau darzustellenden Unterschied zwischen einzelnen Blitzlichterinnerungen (er nennt sie „Snapshots“) und den an sie anschließenden Folgeerinnerungen entwickelt (vgl. Das steinerne Herz, 1956).